# Катастрофа Як-40 в Гяндже
Катастрофа Як-40 в Гяндже — авиационная катастрофа, произошедшая в четверг 15 мая 1997 года. Авиалайнер Як-40 компании АЗАЛ (Азербайджанские авиалинии) выполнял учебно-тренировочный полёт над Гянджой с целью получения допуска к полётам пилотов, закончивших обучение в Национальной академии авиации. Этим же днём группа азербайджанских военнослужащих проводила стрельбы, и один из возвращавшихся по шоссе с полигона в казарму солдат, развлекавшихся стрельбой из автоматов по дорожным знакам, произвёл выстрелы в сторону появившегося самолёта, который в этот момент выполнял заход на посадку. Две пули попали в находившиеся в самолёте под давлением кислородные баллоны, что привело к возникновению пожара, стремительно распространившегося в пассажирский салон и хвостовую часть фюзеляжа. В результате самолёт потерял управление, перешёл на пикирование и, столкнувшись с землёй, полностью разрушился и сгорел. Судно упало в 93 м левее предпосадочной прямой и в 5160 м от торца ВПП аэропорта, на пустыре, в жилом районе города. Находившиеся на борту все 6 членов экипажа (проверяющий-командир АО, командир воздушного судна, бортмеханик и 3 вторых пилота) погибли.

## Самолёт
Як-40 (регистрационный номер 4K-87504, заводской 9510640) был выпущен в 1975 году. 

## Экипаж
Экипаж самолёта состоял из 6 человек (проверяющего-командира АО, командира воздушного судна, бортмеханика и трёх вторых пилотов):
- Алиев Танрыверди Гадир оглы;
- Гасанов Фархад Аладдин оглы;
- Алиев Намик Мухтар оглы;
- Аббасов Рауф Фаиг оглы;
- Джафаров Валех Вагиф оглы;
- Ибрагимов Салман Назим оглы.

Погибшие члены экипажа были похоронены на Аллее шахидов в Гяндже. Над их могилами был установлен мемориальный памятник.

## Хронология событий
15 мая 1997 года экипаж самолёта Як-40 «Азербайджанских авиалиний »выполнял учебно-тренировочный полет над Гянджой с целью получения допуска к полетам пилотов, закончивших обучение в Национальной академии авиации. Полёт проводился по кругу днём при приемлимых метеорологических условиях. Экипаж выполнил 4 полёта, три из которых были с посадкой, а один — с уходом на второй круг.
Этим же днём группа азербайджанских военнослужащих проводила стрельбы на полигоне для стрельб, расположенном в районе 4-го разворота самолёта. Возвращавшиеся по шоссе с полигона в казарму солдаты стали развлекаться стрельбой из автоматов по дорожным знакам и кто-то из них стал стрелять в сторону появившегося самолета Як-40, который в это момент выполнял 4-й разворот с правым креном на высоте круга. Пули попали в кислородные баллоны и привели к возникновению пожара, развитие которого носило стремительный характер. Пожар быстро перешёл в пассажирский салон и хвостовую часть фюзеляжа, в результате чего воздушное судно потеряло продольную управляемость.
После доклада о выполнении четвёртого разворота самолёт резко перешёл на пикирование и столкнулся с землей в 176 метрах от дальней приводной радиостанции с маркером и в 5160 метрах от торца взлётно-посадочной полосы и в 93 метрах левее предпосадочной прямой, полностью разрушился и сгорел. Все находившиеся на борту 6 членов экипажа погибли. В момент столкновения с землей на пустыре в жилом районе города самолёт имел угол тангажа на пикирование 70 градусов и находился в посадочной конфигурации (шасси были выпущены, закрылки были на 35 градусов, а стабилизатор в положении +1,2-1,5 градусов.
Два пулевых отверстия были выявлены при осмотре стационарных кислородных баллонов, расположенных в техотсеке слева в районе шпаноутов 31-33.

## Расследование
Расследовавшая авиакатастофу комиссия пришла к следующему выводу:

Заключение
- Катастрофа произошла вследствие потери продольной управляемости в процессе захода на посадку и последующего столкновения с землей со значительным углом тангажа на пикирование в результате возникновения и скоротечного развития на борту пожара высокой интенсивности, обусловленного огнестрельным повреждением стационарных кислородных баллонов в зоне расположения элементов топливной, гидравлической и электрической систем.
- Потеря продольной управляемости с последующим переходом в резкое пикирование была вызвана одним из нижеперечисленных факторов или их сочетанием:
  - потерей работоспособности экипажа из-за воздействия высокой температуры и токсичных продуктов горения;
  - нарушением кинематической цепи продольного управления в зоне пожара в процессе выполняемого экипажем экстренного снижения для производства вынужденной посадки.